# Eleições estaduais em Santa Catarina em 2014

As eleições estaduais em Santa Catarina em 2014 foram realizadas em 5 de outubro, como parte das eleições gerais no Brasil. Os 4,7 milhões de cidadãos catarinenses aptos a votar elegeram seus representantes na seguinte proporção: dezesseis deputados federais, um senador e quarenta deputados estaduais. Também escolheram o Presidente da República e o Governador para o mandato que se inicia em 1° de janeiro de 2015 e termina em 31 de dezembro de 2018. De acordo com a Legislação, no caso nenhum dos candidatos aos cargos do Poder Executivo (presidente e governador) atingir mais de 50% dos votos válidos, um segundo turno será realizado em 26 de outubro. Os atuais mandatários, a presidente Dilma Rousseff e o governador Raimundo Colombo, ambos eleitos em 2010, disputaram a reeleição, sendo que este último a conquistou ainda no primeiro turno com 51% dos votos válidos. Para o Senado, o escolhido foi Dário Berger, ex-prefeito de Florianópolis.
Raimundo Colombo foi lançado candidato com a maior base aliada, tendo o apoio do PMDB, PR, PTB, PSC, PSDC, PROS, PV, PRB, PCdoB, PDT, e inclusive do Democratas, partido ao qual pertencia antes da divisão e posterior ingresso no então recém formado PSD. Em contrapartida, após mais de vinte e quatro anos sem candidato próprio, o PSDB lançou o  senador Paulo Bauer para disputar a vaga de governador, defendendo uma redução dos custeios do Estado e investimentos em educação, saúde e segurança pública. Além disso, a candidatura tucana também serviu para dar apoio ao presidenciável Aécio Neves.

## Resultado da eleição para o governo estadual
| Candidatos a governador do estado | Candidatos a vice-governador | Número | Coligação                                                                                        | Votação   | Percentual |
| --------------------------------- | ---------------------------- | ------ | ------------------------------------------------------------------------------------------------ | --------- | ---------- |
| Raimundo Colombo PSD              | Eduardo Moreira PMDB         | 55     | Santa Catarina em Primeiro Lugar (PSD, PMDB, PR, DEM, PDT, PTB, PRB, PROS, PCdoB, PSC, PV, PSDC) | 1.763.735 | 51,36%     |
| Paulo Bauer PSDB                  | Joares Ponticelli PP         | 45     | Muda Brasil, Muda Santa Catarina (PSDB, PP, PSB, PPS, SD, PEN, PHS, PRTB, PSL, PTC, PTN, PTdoB)  | 1.026.722 | 29,90%     |
| Cláudio Vignatti PT               | Thiago Morastoni PT          | 13     | —                                                                                                | 534.196   | 15,56%     |
| Afrânio Boppré PSOL               | Armindo Maria PSOL           | 50     | —                                                                                                | 61.814    | 1,80%      |
| Janaina Deitos PPL                | Beto Pereira PMN             | 54     | Santa Catarina para Todos! (PPL, PMN)                                                            | 27.437    | 0,80%      |
| Elpídio Neves PRP                 | Nilton Silva PRP             | 44     | —                                                                                                | 8.510     | 0,25%      |
| Gilmar Salgado PSTU               | Cíntia dos Santos PSTU       | 16     | —                                                                                                | 7.420     | 0,22%      |
| Marlene Soccas PCB                | Valdelir Luiz PCB            | 21     | —                                                                                                | 3.927     | 0,11%      |

## Resultado da eleição para o senado federal
| Candidatos a senador da República | Candidatos a suplente de senador         | Número | Coligação                                                                                        | Votação   | Percentual |
| --------------------------------- | ---------------------------------------- | ------ | ------------------------------------------------------------------------------------------------ | --------- | ---------- |
| Dário Berger PMDB                 | Paulo Gouvêa DEM Ayres Marchetti PSD     | 155    | Santa Catarina em Primeiro Lugar (PSD, PMDB, PR, DEM, PDT, PTB, PRB, PROS, PCdoB, PSC, PV, PSDC) | 1.308.521 | 42,82%     |
| Paulo Bornhausen PSB              | Cairu Hack PP Bernadete Pavan PSDB       | 401    | Muda Brasil, Muda Santa Catarina (PSDB, PP, PSB, PPS, SD, PEN, PHS, PRTB, PSL, PTC, PTN, PTdoB)  | 1.172.948 | 38,38%     |
| Milton Mendes PT                  | Ricardo Baratieri PT Liliane Zuchi PT    | 130    | —                                                                                                | 428.000   | 14,00%     |
| Amauri Soares PSOL                | Marcos Neves PSOL Silvio Mendes PSOL     | 500    | —                                                                                                | 94.846    | 3,10%      |
| Alan Alves Moreira PMN            | João Espíndola PMN Adilson Castelain PMN | 333    | Santa Catarina para Todos! (PPL, PMN)                                                            | 23.436    | 0,77%      |
| Junara Ferraz PRP                 | Edson Melo PRP Beatriz Pereira PRP       | 444    | —                                                                                                | 20.165    | 0,66%      |
| Rosane de Souza PSTU              | Carlos Müller PSTU Roque Pegoraro PSTU   | 160    | —                                                                                                | 8.191     | 0,27%      |

## Candidaturas

### Governo de Estado
| | | | |
| Afrânio Tadeu Boppré - nº 50 Vereador Partido Socialismo e Liberdade Vice: Armindo Maria                                                                        | Cláudio Antônio Vignatti - nº 13 Empresário Partido dos Trabalhadores Vice: Thiago da Silva Morastoni                                                                                        | Elpídio Ribeiro Neves - nº 44 Servidor público estadual Partido Republicano Progressista Vice: Nilton José da Silva | Gilmar Salgado dos Santos - nº 16 Servidor público estadual Partido Socialista dos Trabalhadores Unificado Vice: Cintia dos Santos de Oliveira                                           |
| | | | |
| Janaina Conceição Deitos (PPL) - nº 54 Servidor público estadual Coligação Coragem e Compromisso à Santa Catarina (PPL, PMN) Vice: Norberto Alves Pereira (PMN) | João Raimundo Colombo (PSD) - nº 55 Governador Coligação Santa Catarina em Primeiro Lugar (PSD, PMDB, DEM, PRB, PR, PSC, PSDC, PROS, PV, PDT, PCdoB, PTB) Vice: Eduardo Pinho Moreira (PMDB) | Marlene de Souza Soccas Sazan - nº 21 Odontólogo Partido Comunista Brasileiro Vice: Valdelir Luiz                   | Paulo Roberto Bauer (PSDB) - nº 45 Senador Coligação Muda Brasil, Muda Santa Catarina (PSDB, PP, PSB, PSL, PTN, PPS, PRTB, PHS, PTC, PEN, PTdoB, SD) Vice: Joares Carlos Ponticelli (PP) |

Fonte:

### Senado Federal
| | | | |
| Alan Alves Moreira (PMN) - nº 333 Empresário Coligação Santa Catarina para Todos! (PPL, PMN) Suplentes: Ademar Pescador (1º - PMN) e Adilson Castelain (2º - PMN) | Amauri Soares - nº 500 Deputado estadual Partido Socialismo e Liberdade Suplentes: Marco Aurélio Neves (1º) e Silvio Domingos Mendes da Sailva (2º)                                                                                   | Dário Elias Berger (PMDB) - nº 155 Administrador Coligação Santa Catarina em Primeiro Lugar (PSD, PMDB, DEM, PRB, PR, PSC, PSDC, PROS, PV, PDT, PCdoB, , PTB) Suplentes: Paulo Gilberto Gouvêa da Costa (1º - DEM) e Ayres Marchetti (2º - PMDB) | Junara Aparecida Gonçalves Ferraz - nº 444 Professor de Ensino Médio Partido Republicano Progressista Suplentes: Edson Tavares de Melo (1º) e Irani Beatriz Pereira (2º) |
| | | | |
| Milton Mendes de Oliveira - nº 130 Advogado Partido dos Trabalhadores Suplentes: Ricardo Baratieri (1º) e Liliane Zuchi (2º)                                      | Paulo Roberto Barreto Bornhausen (PSB) - nº 401 Advogado Coligação Muda Brasil, Muda Santa Catarina(PSDB, PP, PSB, PSL, PTN, PPS, PRTB, PHS, PTC, PEN, PTdoB, SD) Suplentes: Cairu Hack (1º - PP) e Maria Bernadete Pavan (2º - PSDB) | Rosane de Souza - nº 160 Servidor público civil aposentado Partido Socialista dos Trabalhadores Unificado Suplentes: Carlos Rogério Müeller (1º) e Roque Luiz Pegoraro (2º)                                                                      | |

Fonte:
| Partido | Partido | Candidato        | Votos     | Votos (%) |
| ------- | ------- | ---------------- | --------- | --------- |
|         | PSD     | Raimundo Colombo | 1 763 735 | 51,36%    |
|         | PSDB    | Paulo Bauer      | 1 026 722 | 29,9%     |
|         | PT      | Cláudio Vignatti | 534 196   | 15,56%    |
|         | PSOL    | Afrânio Boppré   | 61 801    | 1,8%      |
|         | PPL     | Janaina Deitos   | 27 423    | 0,8%      |
|         | PRP     | Elpídio Neves    | 8 509     | 0,25%     |
|         | PSTU    | Gilmar Salgado   | 7 420     | 0,22%     |
|         | PCB     | Marlene Soccas   | 3 925     | 0,11%     |
| Totais  | Totais  | Totais           | 3 433 731 |           |
| Fonte:  |         |                  |           |           |

| Partido | Partido | Candidato                | Votos     | Votos (%) |
| ------- | ------- | ------------------------ | --------- | --------- |
|         | PMDB    | Dário Berger             | 1 308 503 | 42,82%    |
|         | PSB     | Paulo Bornhausen         | 1 172 940 | 38,38%    |
|         | PT      | Milton Mendes            | 427 990   | 14%       |
|         | PSOL    | Sargento Amauri Soares   | 94 845    | 3,1%      |
|         | PMN     | Alan Alves Moreira       | 23 435    | 0,77%     |
|         | PRP     | Professora Junara Ferraz | 20 165    | 0,66%     |
|         | PSTU    | Rosane de Souza          | 8 191     | 0,27%     |
| Totais  | Totais  | Totais                   | 3 056 069 |           |
| Fonte:  |         |                          |           |           |

| Seções | 14 593 |

|                          |                          |  |        |        |
| Comparecimento 4 058 869 | Comparecimento 4 058 869 |  | 83,59% | 83,59% |
| Abstenções 796 473       | Abstenções 796 473       |  | 16,41% | 16,41% |

| Governo de Estado     | Governo de Estado     | Governo de Estado | Governo de Estado | Governo de Estado |
| --------------------- | --------------------- | ----------------- | ----------------- | ----------------- |
|                       |                       |                   |                   |                   |
| Votos Brancos 309 739 | Votos Brancos 309 739 |                   | 7,63%             | 7,63%             |
| Votos Nulos 315 411   | Votos Nulos 315 411   |                   | 7,77%             | 7,77%             |

| Senado                | Senado                | Senado | Senado | Senado |
| --------------------- | --------------------- | ------ | ------ | ------ |
|                       |                       |        |        |        |
| Votos Brancos 490 191 | Votos Brancos 490 191 |        | 12,08% | 12,08% |
| Votos Nulos 512 169   | Votos Nulos 512 169   |        | 12,63% | 12,63% |

## Deputados federais
Representação eleita
  PMDB: 5
  PSD: 3
  PP: 2
  PT: 2
  PSDB: 2
  PR: 1
  PPS: 1

| Número | Deputado federais por votação | Partido | Votação | Percentual | Cidade onde nasceu | Unidade federativa |
| 1133   | Esperidião Amin               | PP      | 229.668 | 6,77%      | Florianópolis      | Santa Catarina     |
| 5555   | João Rodrigues                | PSD     | 221.409 | 6,53%      | São Valentim       | Rio Grande do Sul  |
| 1570   | Mauro Mariani                 | PMDB    | 195.942 | 5,78%      | Bituruna           | Paraná             |
| 2223   | Jorginho Mello                | PR      | 140.839 | 4,15%      | Ibicaré            | Santa Catarina     |
| 1510   | Rogério Peninha Mendonça      | PMDB    | 137.784 | 4,06%      | Nova Trento        | Santa Catarina     |
| 1350   | Pedro Uczai                   | PT      | 135.439 | 3,99%      | Descanso           | Santa Catarina     |
| 4545   | Marco Tebaldi                 | PSDB    | 135.042 | 3,98%      | Erechim            | Rio Grande do Sul  |
| 5588   | João Paulo Kleinübing         | PSD     | 132.349 | 3,90%      | Florianópolis      | Santa Catarina     |
| 1105   | Jorge Boeira                  | PP      | 123.770 | 3,65%      | Vacaria            | Rio Grande do Sul  |
| 1516   | Valdir Colatto                | PMDB    | 115.431 | 3,40%      | Lagoa Vermelha     | Rio Grande do Sul  |
| 1313   | Décio Lima                    | PT      | 112.366 | 3,31%      | Itajaí             | Santa Catarina     |
| 5510   | Cesar Souza                   | PSD     | 110.777 | 3,27%      | Rio do Sul         | Santa Catarina     |
| 1560   | Celso Maldaner                | PMDB    | 110.436 | 3,26%      | Chapecó            | Santa Catarina     |
| 1509   | Ronaldo Benedet               | PMDB    | 105.303 | 3,10%      | Criciúma           | Santa Catarina     |
| 2323   | Carmen Zanotto                | PPS     | 78.607  | 2,32%      | Lages              | Santa Catarina     |
| 4577   | Geovania de Sá                | PSDB    | 52.757  | 1,56%      | Criciúma           | Santa Catarina     |

## Deputados estaduais
Representação eleita
  PMDB: 10
  PSD: 9
  PT: 5
  PP: 4
  PSDB: 4
  PSB: 2
  PR: 2
  PDT: 1
  DEM: 1
  PPS: 1
  PCdoB: 1

| Número | Deputado estaduais por votação | Partido | Votação | Cidade onde nasceu    | Unidade federativa |
| 55123  | Gelson Merisio                 | PSD     | 119.280 | Xaxim                 | Santa Catarina     |
| 55111  | José Nei Ascari                | PSD     | 72.790  | Grão-Pará             | Santa Catarina     |
| 55777  | Ismael dos Santos              | PSD     | 66.818  | Blumenau              | Santa Catarina     |
| 55858  | Milton Hobus                   | PSD     | 66.271  | Rio do Sul            | Santa Catarina     |
| 15200  | Valdir Cobalchini              | PMDB    | 62.865  | São Lourenço do Oeste | Santa Catarina     |
| 15010  | Aldo Schneider                 | PMDB    | 58.646  | Agrolândia            | Santa Catarina     |
| 15650  | Gean Loureiro                  | PMDB    | 58.239  | Florianópolis         | Santa Catarina     |
| 55800  | Jean Kuhlmann                  | PSD     | 56.468  | Blumenau              | Santa Catarina     |
| 15220  | Mauro de Nadal                 | PMDB    | 54.110  | Caibi                 | Santa Catarina     |
| 55000  | Darci de Matos                 | PSD     | 53.321  | Cafelândia            | Paraná             |
| 45145  | Serafim Venzon                 | PSDB    | 50.232  | Botuverá              | Santa Catarina     |
| 11234  | José Milton Scheffer           | PP      | 49.489  | Sombrio               | Santa Catarina     |
| 15444  | Carlos Chiodini                | PMDB    | 49.233  | Jaraguá do Sul        | Santa Catarina     |
| 45699  | Marcos Vieira                  | PSDB    | 48.287  | Florianópolis         | Santa Catarina     |
| 15015  | Ada de Luca                    | PMDB    | 47.813  | Criciúma              | Santa Catarina     |
| 13601  | Luciane Carminatti             | PT      | 45.248  | Chapecó               | Santa Catarina     |
| 25104  | Narcizo Parisotto              | DEM     | 44.365  | Concórdia             | Santa Catarina     |
| 55100  | Kennedy Nunes                  | PSD     | 44.019  | Joinville             | Santa Catarina     |
| 45678  | Leonel Pavan                   | PSDB    | 43.470  | Sarandi               | Rio Grande do Sul  |
| 15270  | Romildo Titon                  | PMDB    | 42.264  | Tangará               | Santa Catarina     |
| 45999  | Vicente Caropreso              | PSDB    | 41.089  | Blumenau              | Santa Catarina     |
| 11311  | Silvio Dreveck                 | PP      | 40.518  | Campo Alegre          | Santa Catarina     |
| 15700  | Antonio Aguiar                 | PMDB    | 39.714  | Canoinhas             | Santa Catarina     |
| 15180  | Moacir Sopelsa                 | PMDB    | 39.041  | Concórdia             | Santa Catarina     |
| 13120  | Neodi Saretta                  | PT      | 37.977  | Jaborá                | Santa Catarina     |
| 13313  | Ana Paula Lima                 | PT      | 36.893  | Curitiba              | Paraná             |
| 55555  | Maurício Eskudlark             | PSD     | 36.280  | Canoinhas             | Santa Catarina     |
| 55282  | Gabriel Ribeiro                | PSD     | 36.187  | Lages                 | Santa Catarina     |
| 15234  | Dirce Heiderscheidt            | PMDB    | 35.997  | Ituporanga            | Santa Catarina     |
| 11333  | João Amin                      | PP      | 34.666  | Florianópolis         | Santa Catarina     |
| 13987  | Pedro Baldissera               | PT      | 33.732  | Caxambu do Sul        | Santa Catarina     |
| 13450  | Dirceu Dresch                  | PT      | 33.220  | Saudades              | Santa Catarina     |
| 11166  | Valmir Comin                   | PP      | 32.730  | Siderópolis           | Santa Catarina     |
| 23456  | Ricardo Guidi                  | PPS     | 31.704  | Criciúma              | Santa Catarina     |
| 22580  | Mário Marcondes                | PR      | 27.627  | São João Batista      | Santa Catarina     |
| 12345  | Rodrigo Minotto                | PDT     | 26.929  | Criciúma              | Santa Catarina     |
| 22225  | Natalino Lazare                | PR      | 20.932  | Arroio Trinta         | Santa Catarina     |
| 40123  | Patrício Destro                | PSB     | 19.392  | Joinville             | Santa Catarina     |
| 65123  | César Valduga                  | PCdoB   | 18.244  | Campos Novos          | Santa Catarina     |
| 40110  | Claiton Salvaro                | PSB     | 14.986  | Criciúma              | Santa Catarina     |